# Салаирский кряж
Салаи́рский кряж — низкогорная возвышенность в горах Южной Сибири, на территории Алтайского края, Кемеровской и Новосибирской областей РФ. Протяжённость кряжа около 300 километров, ширина 15—40 километров. Высота — до 621 метра (гора Кивда). Имеются месторождения золота и полиметаллических руд.

## Этимология
Название кряжа связано с рядом местных наименований, образованных от названия небольшой речки Салаир (Салаирка, Салаирчик). Выявляется следующая система заимствований, так от названия реки было образовано название селения Салаирское (позже Салаирка, Малая Салаирка, Малосалаирка), а по селу — Салаирская волость, в свою очередь по волости было образовано название, расположенного в западной части волости, Салаирского кряжа. Сам же гидроним Салаир состоит из сложения тюркских слов салаа и айры, из многих значений которых можно принять «приток» и «река», то есть салаа+айры — «приток-река», «река, являющаяся притоком». Топоним также сравнивался с этимологией реки Зилаир и с родоплеменными названиями ряда тюркских народностей, в частности жалайыр — у казахов и киргизов и джадлайэр — у кочевых узбеков. 

## Границы кряжа
Салаирский кряж начинается отрогами гор Алтая на территории Алтайского края, в районе реки Сары-Чумыш, западная граница кряжа проходит в Алтайском крае по правому берегу реки Чумыш, восточная граница кряжа находится в Кемеровской области и проходит на западе Прокопьевского района по руслу рек Кара-Чумыш и Чумыш и юго-западе Гурьевского района до озера Танаев Пруд Промышленновского района, уходит в Новосибирскую область и заканчивается Буготакскими сопками. Кряж отделён от Кузнецкого Алатау Кузнецкой котловиной, от Горной Шории — долиной реки Кондома.

## Рельеф
Салаирский кряж — сильно разрушенный, частично выровненный горный массив. В большей своей части кряж представляет цепь невысоких холмов и увалов, сильно рассечённых широкими и пологими долинами, и в значительной мере распаханных. Главный хребет и отроги наиболее ярко выражены в центральной части кряжа, между 55° и 53°30' северной широты.
Интересная особенность Салаирского кряжа заключается в том, что его северо-восточный склон в отдельных местах резко, подобно стене, поднимается над равниной. Так, между селениями Беково и Рождественское, на расстоянии десятков километров тянется высокая, в ряде пунктов резко обрывистая гряда Тырган (Гора ветров). Подобная же гряда начинается у Гурьевска и тянется в северо-западном направлении к сёлам Горскино и Красному так же на несколько десятков километров. У подножья этой горной гряды начинается совершенно ровная местность.
Салаирский кряж напоминает сильно выровненную всхолмлённую возвышенность, расчленённую процессами эрозии — ветрового и водного разрушения. По характеру рельефа Салаирский кряж чётко подразделяется на Салаирское плато и короткий крутой склон — Кузнецкое Присалаирье. Каждый из этих районов отличается только ему присущими чертами рельефа, обусловленными тектоническим строением, составом горных пород и характером проявления эрозионных процессов.
Пологохолмистые, выровненные пространства Салаирского кряжа расчленены сетью логов и балок на систему сложно ветвящихся увалов. Рельеф плато включает в себя многочисленные останцы, так называемые «сопки» или «копны», сложенные трудно выветриваемыми породами (диориты, габбро, порфириты, граниты). Высота этих останцов разная: Барсук — 567 м, Тягун — 562 м, Мохнатая гора — 557 м, Пихтовая гора — 510 м, Копна — 509 м, Золотая гора — 416 м, Белуха — 375 м. Гора Пихтовый гребень (495 м) является наивысшей точкой Новосибирской области.
Склоны гор Салаирского кряжа несимметричны. Западные склоны — пологие, постепенно переходят в равнинную часть Алтайского края. Всюду виднеются обнажения древних коренных пород: кристаллические известняки, песчаники и сланцы. Восточные склоны — крутые. Характерным примером такого рельефа является Тырган («гора Ветров»), на которой расположен один из районов города Прокопьевска. В северной части кряж сглаживается и незаметно переходит в Кузнецкую котловину, а южная оконечность, более приподнятая, сливается с горной системой Горной Шории. В направлении на северо-восток, от места впадения Ини в Обь до долины Томи, идёт возвышенность Сокур, отрог  Салаирского кряжа.
Салаирский кряж образовался как горное сооружение в результате слабых неравномерных поднятий в неогене на месте затопленной равнины. Породы палеозойского фундамента перекрыты толщей мезокайнозойской коры выветривания — бокситоносными глинами, суглинками и галечниками. Мезозойские отложения концентрируются во впадинах.
Формирование рельефа Салаирского кряжа происходило в течение длительного периода. В меловой период мезозоя и палеогеновый период кайнозоя область кряжа представляла собой равнину с мощным чехлом выветривания. Активизация тектонической деятельности привела к перемещению фундамента Салаира и возобновлению выветривания, что способствовало образованию месторождений бокситов, никеля, золота, серебра, ртути, кварцитов, известняков, глин и других полезных ископаемых. Однако интенсивная добыча этих ископаемых, особенно карьерно-отвальным и дражно-отвальным способами, привела к изменению режима, рисунка и стока речной системы. Это также способствовало развитию оврагов по рекам Касьма, Чебура, Ур, Бирюля; оползней по рекам Кандалеп, Чебура, Чумыш, Кара-Чумыш, Касьма, Бачат — всё это результат техногенного воздействия на геологическую среду с необратимыми изменениями рельефа.

## Гидрология
Реки — Чумыш, Бердь, Суенга, и более мелкие: Томь-Чумыш, Кара-Чумыш, Бачат, Ик, Чём, Аламбай, Конебиха и другие.
Салаирский кряж невысок, не имеет снежников и горных озёр, но с него берёт начало несколько рек, текущих на восток — в Иню и на запад — в Бердь и Чумыш. Как показали исследования А. И. Дзенс-Литовского, Салаирский кряж имеет огромное значение для режима подземных вод Обь-Иртышского междуречья, в частности, в Кулундинской степи.
Салаирский кряж оказывает влияние на режим подземных вод и Кузнецкой котловины. Таково же значение в режиме подземных вод прилегающих низменностей имеет и Кузнецкий Алатау. Особенность горных систем Алатау и Салаира заключается в их меридиональном положении, что оказывает большое влияние на контрастность в климате отдельных районов области и на общую повышенную увлажнённость в пределах гор. Салаирский кряж в южной своей части является водоразделом между бассейнами рек Чумыш и Томь c верхней частью Чумыша, в северной между Обь и Томь. Границы Салаирского кряжа проходят по выходам палеозойского фундамента по долине реки Чумыш, а северо-восточная граница чётко выражена Тырганским уступом (район города Прокопьевска), круто обрывающимся в сторону Кузнецкой котловины.
Отличительной чертой рельефа Салаирского кряжа является наличие карстовых форм, обязанных своим происхождением мощным толщам карстующихся известняков при низком залегании уровня подземных вод. Это воронки, котловины, поноры, сухие лога, пещеры (например, Гавриловские).
Речная сеть Салаирского кряжа слабо врезана, долины имеют пологие склоны, часто асимметричны. Водораздельные участки слабо затронуты размывом. Обычно они плоские, и на более крупных из них заметно выражены несколько уровней поверхности выравнивания с корой выветривания, соответствующих определённым циклам денудации (разрушения), связанным с поднятием Салаирского кряжа. Лёссовый покров сгладил первичные неровности и придал рельефу современные плавные очертания, а летом в сухую ветреную погоду способствует образованию пыльных бурь.

## Растительность
Характер растительности определяется многими факторами, главными из которых являются климатические. Для западной и южной частей Салаирского кряжа характерно тёплое, влажное и продолжительное лето с достаточно большим количеством дождей, а также сравнительно мягкие зимы с умеренными морозами, обильными снегопадами, способствующими формированию мощного снежного покрова, предохраняющего почву от промерзания. Здесь наиболее широко распространена пихтовая черневая тайга с примесью осины. Склоны и вершины кряжа в местах с менее благоприятными климатическими условиями поросли светлохвойными сосновыми лесами с примесью берёзы, а иногда и лиственницы. Особенно много светлохвойных лесов на восточных склонах. Это знаменитые сосновые боры: Вагановский, Краснинский, Гурьевский и другие. Сосновые боры имеют пышный кустарниковый и травяной покров, но он значительно реже, чем в черневой тайге. На лесных полянах растёт много ягод и грибов. В черневой пихтовой тайге с примесью осины местами растёт кедр, например в районе железнодорожной станции Тягун. В центральной части Салаирского кряжа встречаются небольшие по площади кедровые леса. В труднодоступных местах встречаются кедры особенно больших размеров. Имеются и ельники. Наиболее обширные чистые ельники или с небольшой примесью других деревьев сосредоточены преимущественно в северо-западной части кряжа, занимая крутые склоны по долинам рек. Южнее в аналогичных местообитаниях ель присутствует в виде примеси к кедру. Но чаще всего ель образует небольшие массивы заболоченных лесов высокой сомкнутости по долинам малых рек, которые встречаются по всей территории кряжа. Иногда присутствует как примесь в травяных сосновых лесах. В окрестностях села Елбань и посёлка Петени находятся крупнейшие на Салаирском кряже массивы реликтовых еловых лесов — памятники природы «Елбанские ельники» и «Петеневские ельники». Много лиственных лесов. Из них преобладают осиновые, осиново-берёзовые и берёзовые леса.
Учёные называют салаирскую черневую тайгу «дождевым тропическим лесом Сибири» из-за высокого биоразнообразия, в том числе из-за сохранившихся здесь с доледникового периода уникальных реликтовых растений. Только на Салаирском кряже и в предгорьях Кузнецкого Алатау, в границах Кемеровской, Новосибирской и Томской областей, а также Алтайского края произрастает липа сибирская. В частности, на территории Кемеровской области расположена Кузедеевская липовая роща — самый крупный в Сибири участок доледникового широколиственного леса. 
11 сентября 2020 года в рамках национального проекта «Экология» в восточной части Алтайского края вдоль границы с Кемеровской областью создан национальный парк «Салаир», включающий в себя часть территории Заринского, Тогульского, Ельцовского и Солтонского районов края. 